# 胡贇
胡贇（1981年8月31日—），湖北武汉人，香港男子羽毛球運動員。

## 生平
胡贇原為中國國家羽毛球隊隊員。2005年，他在第三次参加全运会后正式递交退役报告，次年开始移居香港繼續打球。曾兩度贏得奪全港羽毛球錦標賽男單冠軍（2007及2009年）。
2010年11月，胡贇代表香港出戰廣州亞運會，參加羽毛球比賽的男子單打及男子團體項目。
2012年9月，胡贇出戰常州舉行的中國羽毛球大師賽，成功躋身男單決賽，惜最终以0比2（11-21、13-21）不敵頭號種子中国的谌龙，僅得亞軍，但已突破香港男子選手在超級系列賽的最佳成績。

### 2013年世錦賽
2013年8月，胡贇參加中國廣州舉行的世界羽毛球錦標賽，以6號種子身分出戰男子單打項目。他先在首圈力克斯里蘭卡的尼卢卡·卡鲁纳拉特纳，次圈再以2比0擊敗烏干達的埃德温·埃基林晉級；但在第三圈面對13號種子、印度的卡夏普·帕鲁帕利，就以0比2（13-21、16-21）落敗，16強止步。

### 2014年世錦賽
2014年8月，胡贇參加丹麥哥本哈根舉行的世界羽毛球錦標賽，以9號種子身分出戰男子單打項目。他在首圈以2比0擊敗巴西的亚历克斯·汤晉級，次圈再以2比1力克芬蘭的维莱·朗；但在第三圈面對5號種子、印尼的汤米·苏吉亚托，就以0比2（10-21、11-21）落敗，再度16強止步。

### 2015年世錦賽晉八強
2015年8月，胡贇參加印尼雅加達舉行的世界羽毛球錦標賽，以13號種子身分出戰男子單打項目。他先在首圈以2比0淘汰意大利的罗萨里奥·马达洛尼，次圈又以2比1力克波蘭的麦克·罗加尔斯基晉級；第三圈面對3號種子、印度的斯里坎特·基达姆比，在先失一局下以2比1（14-21、21-17、23-21）反勝對手；但至半準決賽，他就以0比2（12-21、18-21）速負於馬來西亞的李宗伟，8強止步。

### 2017年世錦賽
2017年8月，胡贇參加蘇格蘭格拉斯哥舉行的世界羽毛球錦標賽，出戰男子單打項目，首圈就以0比2（16-21、15-21）不敵印尼的汤米·苏吉亚托出局。

## 主要比賽成績
只列出曾進入準決賽的國際賽事成績：
| 年份   | 賽事                     | 公開賽級別 | 項目     | 成績   |
| ------ | ------------------------ | ---------- | -------- | ------ |
| 2009年 | 馬來西亞羽毛球黃金大獎賽 | 黃金大獎賽 | 男子單打 | 準決賽 |
| 2009年 | 菲律賓羽毛球黃金大獎賽   | 黃金大獎賽 | 男子單打 | 亞軍   |
| 2010年 | 丹麥羽毛球超級賽         | 超級賽     | 男子單打 | 準決賽 |
| 2011年 | 印度羽毛球超級賽         | 超級賽     | 男子單打 | 準決賽 |
| 2012年 | 印尼羽毛球首要超級賽     | 首要超級賽 | 男子單打 | 準決賽 |
| 2012年 | 日本羽毛球超級賽         | 超級賽     | 男子單打 | 準決賽 |
| 2012年 | 中國羽毛球大師賽         | 超級賽     | 男子單打 | 亞軍   |
| 2012年 | 世界羽聯超級系列賽總決賽 | 首要超級賽 | 男子單打 | 準決賽 |
| 2012年 | 哥本哈根羽毛球大師賽     | 其他       | 男子單打 | 亞軍   |
| 2013年 | 瑞士羽毛球黃金大獎賽     | 黃金大獎賽 | 男子單打 | 準決賽 |
| 2013年 | 東亞運動會羽毛球比賽     | 其他       | 男子團體 | 銀牌   |
| 2014年 | 日本羽毛球超級賽         | 超級賽     | 男子單打 | 亞軍   |
| 2015年 | 新加坡羽毛球超級賽       | 超級賽     | 男子單打 | 亞軍   |
| 2016年 | 泰國羽毛球大師賽         | 黃金大獎賽 | 男子單打 | 亞軍   |
| 2016年 | 香港羽毛球超級賽         | 超級賽     | 男子單打 | 準決賽 |

| 2007-2017年 | 首要超級賽 | 超級賽 | 黃金大獎賽 | 大獎賽 | 國際挑戰賽 | 國際系列賽 | 未來系列賽 | 其他 |

| 2018-2026年 | 總決賽 | 超級1000賽 | 超級750賽 | 超級500賽 | 超級300賽 | 超級100賽 | 國際挑戰賽 | 國際系列賽 | 未來系列賽 | 其他 |

### 奧運會和世錦賽參賽紀錄
|          | 2010 | 2011 | 2012 | 2013 | 2014 | 2015 | 2016 | 2017 |
| -------- | ---- | ---- | ---- | ---- | ---- | ---- | ---- | ---- |
| 男子單打 | 64強 | 64強 | －   | 16強 | 16強 | 8強  | 16強 | 64強 |

## 榮譽
- 香港傑出運動員選舉

「香港傑出運動員」（2015年）

## 外部連結
- 香港2009東亞運動會 香港代表團運動員資料[永久]